# Südharz
Südharz település Németországban, azon belül Szász-Anhalt tartományban. Lakosainak száma 8944 fő (2023. december 31.). Südharz Sangerhausen és Wallhausen községekkel határos.

## Népesség
A település népességének változása:
| Lakosok száma | 9414 | 9338 | 9104 | 9061 | 8944 |
|               | 2017 | 2019 | 2021 | 2022 | 2023 |